# Championnat d'Angleterre de football 1923-1924
Navigation
Édition précédente Édition suivante
La 32e édition du championnat d'Angleterre de football est remportée par Huddersfield Town. Monté en première division quatre ans auparavant, et en progression constante depuis son accession (17e, 14e et 3e), Huddersfield Town remporte son tout premier titre de champion d’Angleterre. La victoire est difficile car deux équipes terminent ex æquo en tête du championnat avec 57 points, Huddersfield et Cardiff City. Les deux clubs sont départagés à la différence de but particulière.
Le club londonien de West Ham United fait sa première apparition dans le championnat.
Le système de promotion/relégation reste en place : descente et montée automatique, sans matchs de barrage pour les deux derniers de première division et les deux premiers de deuxième division. Chelsea et Middlesbrough descendent en deuxième division. Ils sont remplacés pour la saison 1924/25 par Leeds United et Bury.
Wilf Chadwick, joueur d’Everton, avec  28 buts, termine meilleur buteur du championnat. 

## Les clubs de l'édition 1923-1924
| Club                                 | Ville         |
| ------------------------------------ | ------------- |
| Arsenal Football Club                | Londres       |
| Aston Villa Football Club            | Birmingham    |
| Birmingham City Football Club        | Birmingham    |
| Blackburn Rovers Football Club       | Blackburn     |
| Bolton Wanderers Football Club       | Bolton        |
| Burnley Football Club                | Burnley       |
| Cardiff City Football Club           | Cardiff       |
| Chelsea Football Club                | Londres       |
| Everton Football Club                | Liverpool     |
| Huddersfield Town Football Club      | Huddersfield  |
| Liverpool Football Club              | Liverpool     |
| Manchester City Football Club        | Manchester    |
| Middlesbrough Football Club          | Middlesbrough |
| Newcastle United Football Club       | Newcastle     |
| Nottingham Forest Football Club      | Nottingham    |
| Notts County Football Club           | Nottingham    |
| Preston North End Football Club      | Preston       |
| Sheffield United Football Club       | Sheffield     |
| Sunderland Association Football Club | Sunderland    |
| Tottenham Hotspur Football Club      | Londres       |
| West Bromwich Albion Football Club   | Birmingham    |
| West Ham United Football Club        | Londres       |

## Classement
| Rang | Équipe               | Pts | J  | G  | N  | P  | Bp | Bc | Diff |
| ---- | -------------------- | --- | -- | -- | -- | -- | -- | -- | ---- |
| 1    | Huddersfield Town    | 57  | 42 | 23 | 11 | 8  | 60 | 33 | +27  |
| 2    | Cardiff City         | 57  | 42 | 22 | 13 | 7  | 61 | 34 | +27  |
| 3    | Sunderland           | 53  | 42 | 22 | 9  | 11 | 71 | 54 | +17  |
| 4    | Bolton Wanderers     | 50  | 42 | 18 | 14 | 10 | 68 | 34 | +34  |
| 5    | Sheffield United     | 50  | 42 | 19 | 12 | 11 | 69 | 49 | +20  |
| 6    | Aston Villa          | 49  | 42 | 18 | 13 | 11 | 52 | 37 | +15  |
| 7    | Everton              | 49  | 42 | 18 | 13 | 11 | 62 | 53 | +9   |
| 8    | Blackburn Rovers     | 45  | 42 | 17 | 11 | 14 | 54 | 50 | +4   |
| 9    | Newcastle United     | 44  | 42 | 17 | 10 | 15 | 60 | 54 | +6   |
| 10   | Notts County         | 42  | 42 | 14 | 14 | 14 | 44 | 49 | -5   |
| 11   | Manchester City      | 42  | 42 | 15 | 12 | 15 | 54 | 71 | -17  |
| 12   | Liverpool            | 41  | 42 | 15 | 11 | 16 | 49 | 48 | +1   |
| 13   | West Ham United      | 41  | 42 | 13 | 15 | 14 | 40 | 43 | -3   |
| 14   | Birmingham City      | 39  | 42 | 13 | 13 | 16 | 41 | 49 | -8   |
| 15   | Tottenham Hotspur    | 38  | 42 | 12 | 14 | 16 | 50 | 56 | -6   |
| 16   | West Bromwich Albion | 38  | 42 | 12 | 14 | 16 | 51 | 62 | -11  |
| 17   | Burnley              | 36  | 42 | 12 | 12 | 18 | 55 | 60 | -5   |
| 18   | Preston North End    | 34  | 42 | 12 | 10 | 20 | 52 | 67 | -15  |
| 19   | Arsenal              | 33  | 42 | 12 | 9  | 21 | 40 | 63 | -23  |
| 20   | Nottingham Forest    | 32  | 42 | 10 | 12 | 20 | 42 | 64 | -22  |
| 21   | Chelsea              | 32  | 42 | 9  | 14 | 19 | 31 | 53 | -22  |
| 22   | Middlesbrough        | 22  | 42 | 7  | 8  | 27 | 37 | 60 | -23  |

|  | Champion d'Angleterre |
|  | Relégation            |

### Meilleur buteur
- Wilf Chadwick, Everton,   28 buts

## Bilan de la saison
| Tableau d'Honneur                    |                   |
| Compétition                          | Vainqueur         |
| Championnat d'Angleterre de football | Huddersfield Town |
| Coupe d'Angleterre de football       | Newcastle United  |
| Charity Shield                       | Professionnals XI |

| Promotions et relégations |                       |
| Promus                    | Leeds United Bury     |
| Relégués                  | Chelsea Middlesbrough |

## Sources
- Classement sur rsssf.com